# Международная улица (Москва)
Междунаро́дная у́лица — улица в центре Москвы в Таганском районе между Площадью Рогожская Застава и Рабочей улицей.

## История
В прошлом улица 1-я Ямская, она же улица Носовиха, являвшаяся частью Носовихинской дороги; название предположительно дано по слободе или деревне Носовиха. В 1919 году переименована в знак международной солидарности рабочих.

## Описание
Международная улица начинается от площади Рогожская Застава вместе с Рабочей улицей, проходит на юго-восток, справа к ней примыкают 1-й Рабочий переулок и Ковров переулок, а слева — Средний Международный переулок, поворачивает южнее параллельно железнодорожным путям Горьковского направления и напротив станции «Москва-Товарная-Курская» Курского направления МЖД, затем сворачивает на юго-запад и выходит на ту же Рабочую улицу, от которой начинается, делая, таким образом, петлю.

## Здания и сооружения
По нечётной стороне:
- Дом 7 — бизнес-центр «Golden Gate».
- Дом 11 — НИИ Инновационной стратегии развития общего образования, журналы «Часовой бизнес», «Мои часы», СРО НП «ЭнергоАудит 31»;
- Дом 15 — гостиница «Москабельмет»;
- Дом 17 — Московские кабельные сети;
- Дом 19 — многопрофильная поликлиника "Major Clinic" (ранее - ОАО "Поликлиника «Медросконтракт»).

По чётной стороне:
- Дом 10, строение 2 — Храм Василия Исповедника у Рогожской заставы (1896, архитектор А. П. Попов);
- Дом 10 — Главное архивное управление города Москвы (Главархив Москвы): Центр научного использования и публикаций архивного фонда; Центральный архив аудиовизуальных документов города Москвы; Центральный архив документов на электронных носителях города Москвы; Центральный архив общественно-политической истории города Москвы; Центральный архив — музей личных собраний.

## Галерея

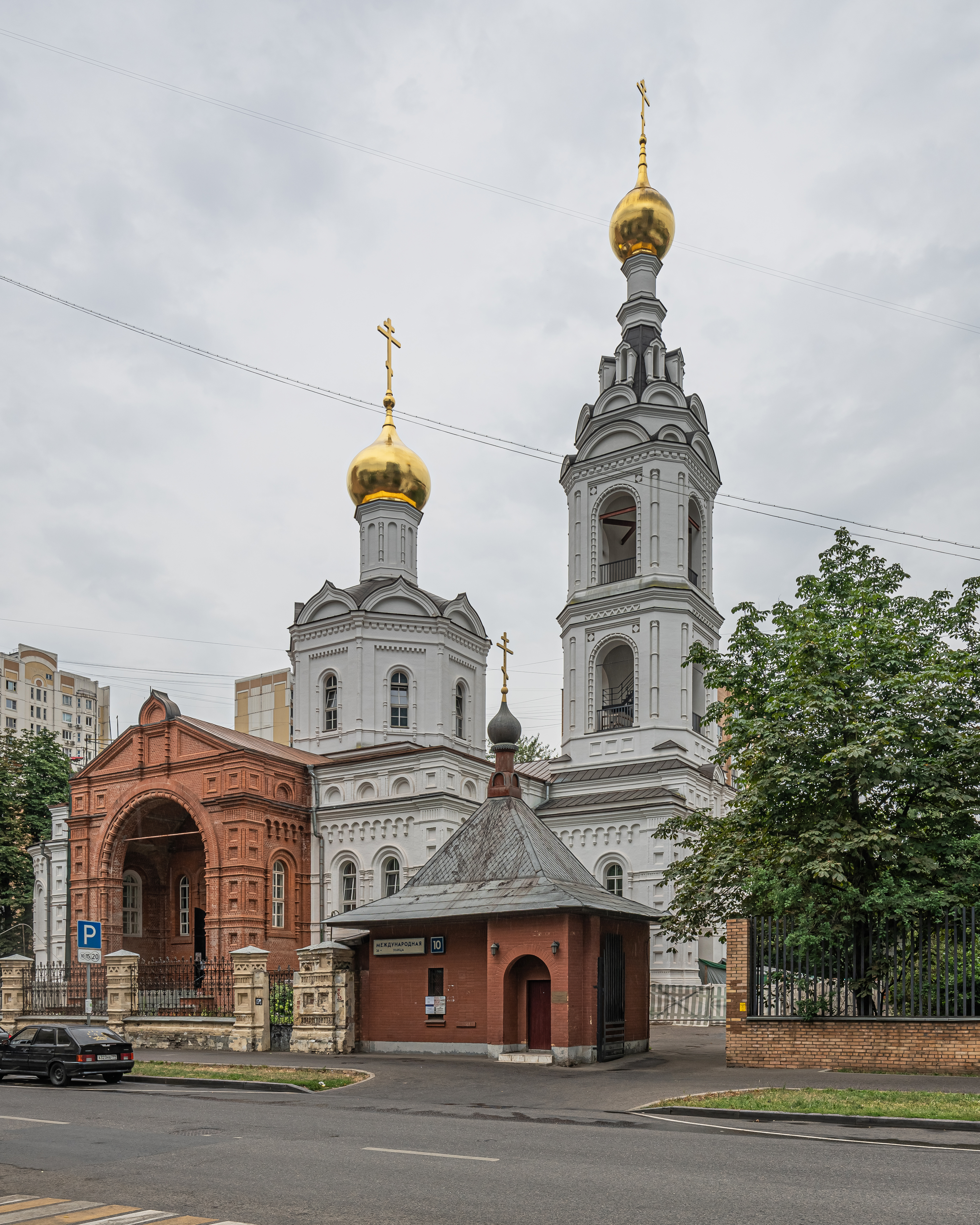
Храм Василия Исповедника у Рогожской заставы
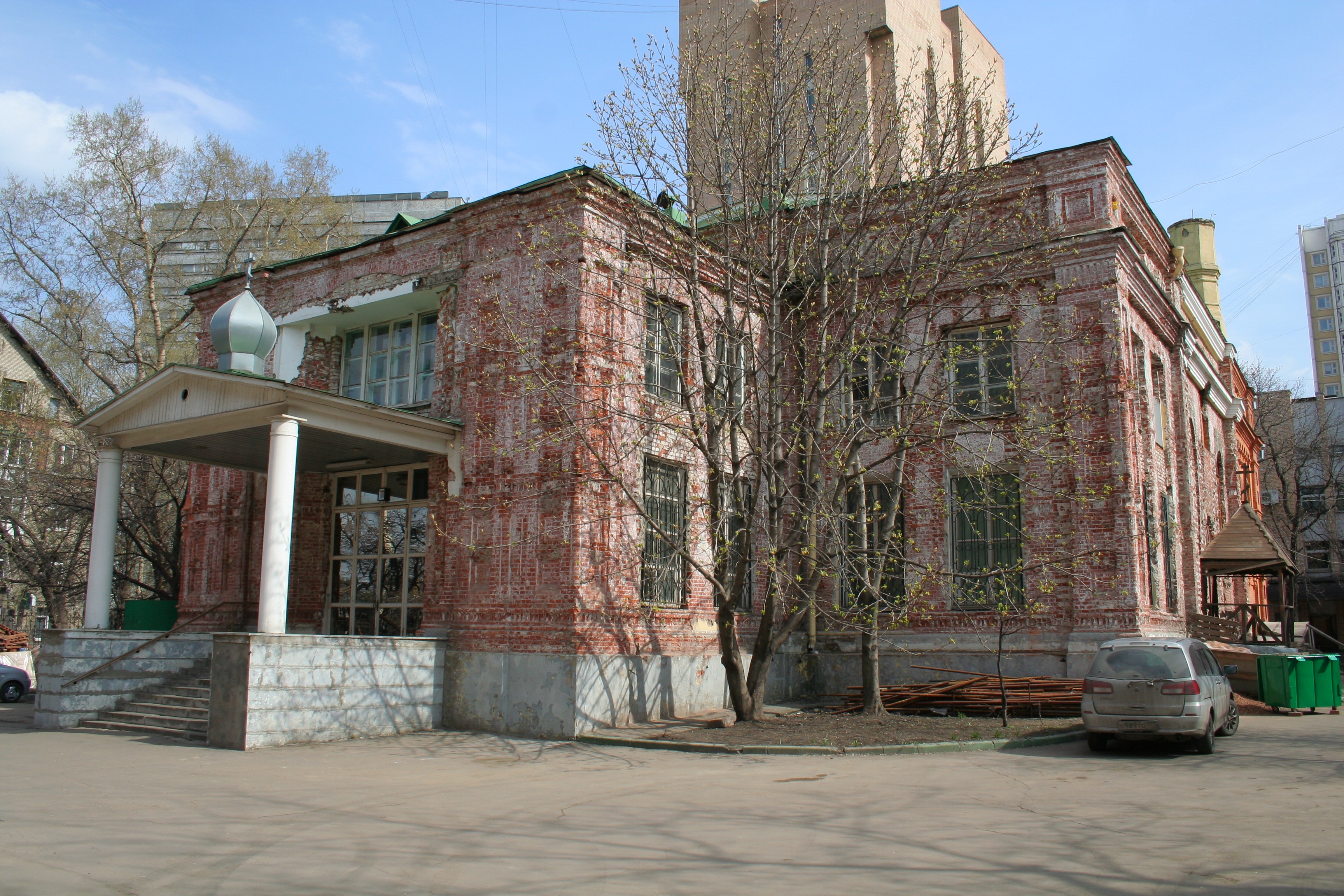
Храм Василия Исповедника до восстановления
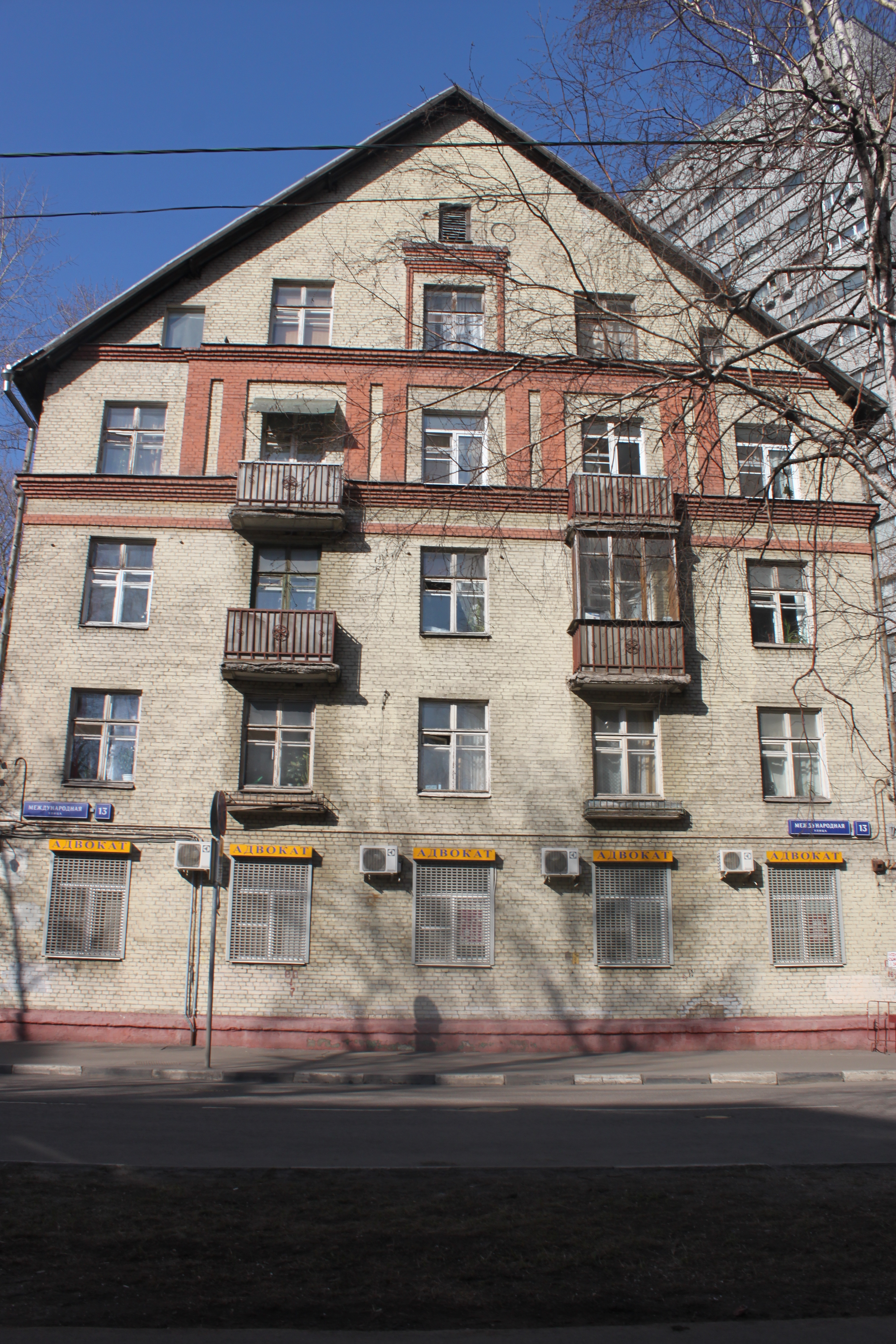
№ 13
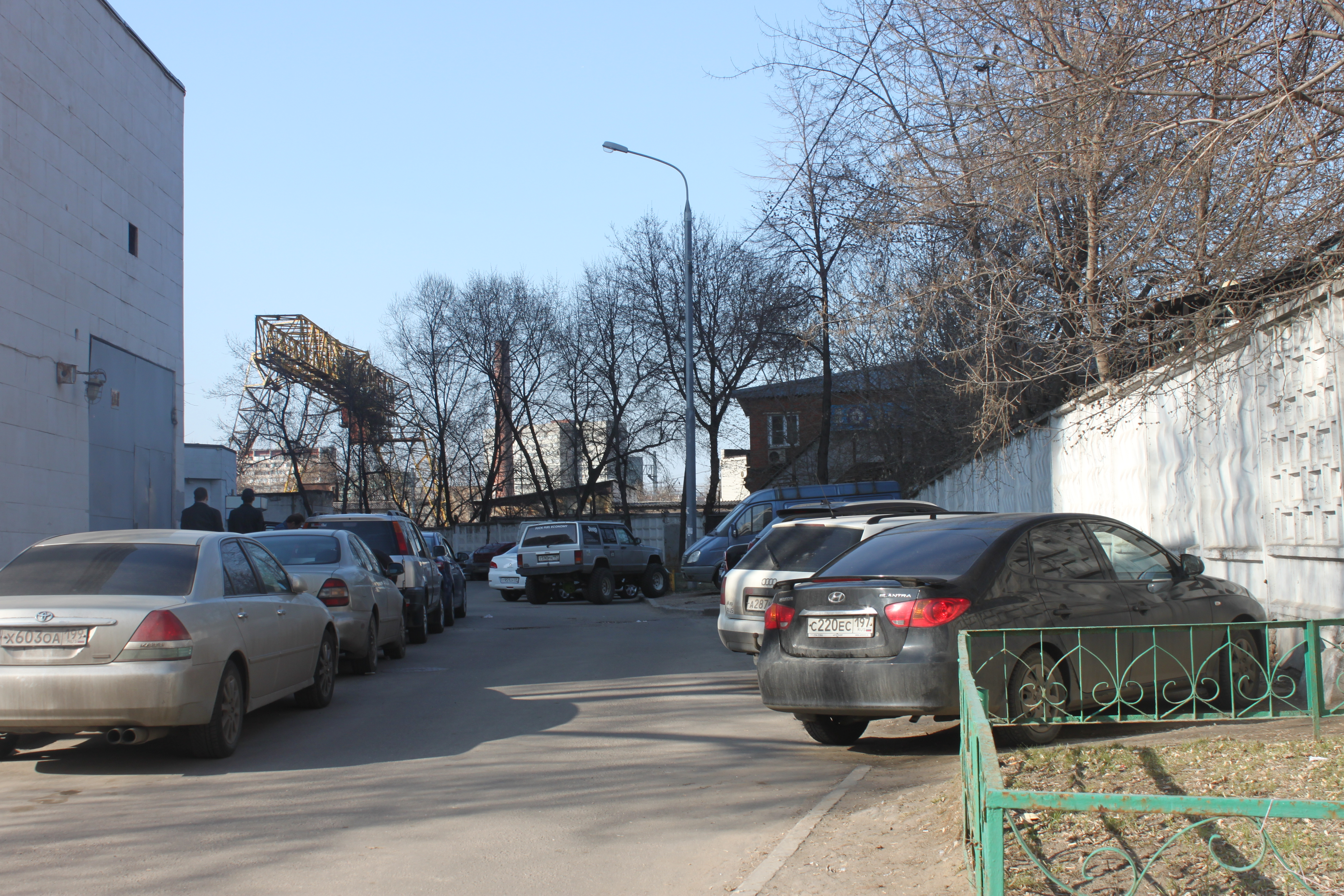
№ 15, внутренний двор
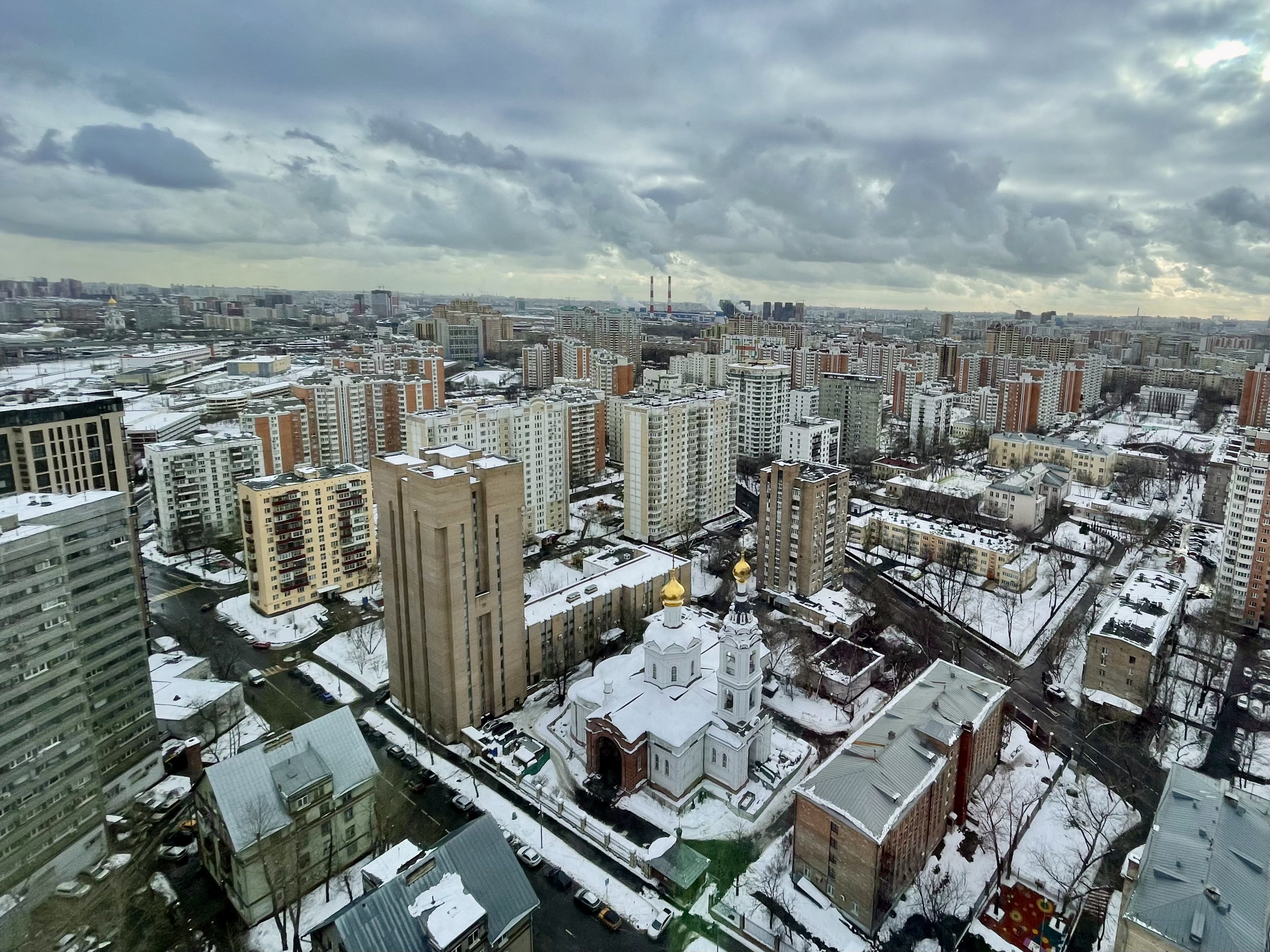
Международная улица на переднем плане